# Gemeinde Cerkno

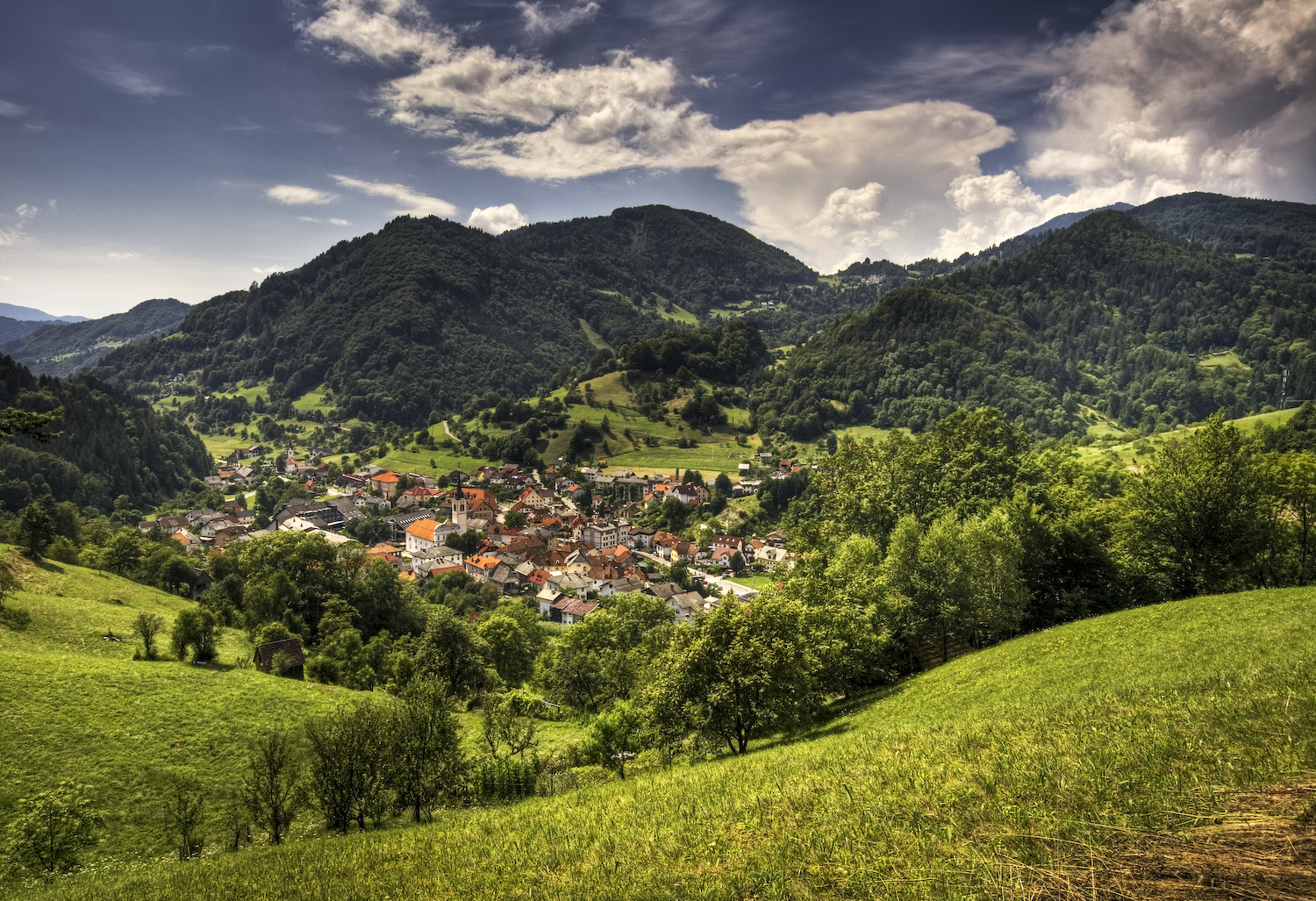
Cerkno

Die Gemeinde Cerkno  (slow.: Občina Cerkno) ist eine 30 Ortschaften und Siedlungen umfassende Gemeinde  in der Region Goriška in Slowenien mit der Ortschaft Cerkno als Verwaltungszentrum.
Die Gemeinde ist Hauptort des Berglandes oder Hügellandes von Cerkno (slowenisch Cerkljansko hribovje).

## Lage und Einwohner
Die aus 30 Ortschaften und Siedlungen bestehenden Gemeinde liegt westlich der Hauptstadt Ljubljana.

## Ortsteile
| - Bukovo, (dt.: „Buchheim bei Kirchheim“) - Cerkljanski Vrh, (dt.: „Werch bei Kirchheim“) - Cerkno, (dt.: „Kirchheim“) - Čeplez, (dt.: „Zepelsberg“) - Dolenji Novaki, (dt.: „Unter Sankt Thomas“) - Gorenji Novaki, (dt.: „Ober Sankt Thomas“) - Gorje, (dt.: „Goriach“) - Jagršče, (dt.: „Jagersdorf“) - Jazne, (dt.: „Jaßnach“) - Jesenica, (dt.: „Jessenitz“) | - Labinje, (dt.: „Labin“) - Lazec, (dt.: „Lasitz bei Kirchheim“) - Laznica, (dt.: „Lasnitza“) - Orehek, (dt.: „Nußberg“) - Otalež, (dt.: „Ottalesch“) - Planina pri Cerknem, (dt.: „Planiach“) - Plužnje, (dt.: „Pluschnach“) - Podlanišče, (dt.: „Podlanische“) - Podpleče, (dt.: „Podpletsche“) - Poče, (dt.: „Potschach bei Kirchheim“) | - Police, (dt.: „Politz“) - Poljane, (dt.: „Pölland bei Kirchheim“) - Ravne pri Cerknem, (dt.: „Raunach“) - Reka, (dt.: „Rackaun“) - Straža, (dt.: „Thurn bei Kirchheim“) - Šebrelje, (dt.: „Schebrell“) - Travnik, (dt.: „Traunig“) - Trebenče, (dt.: „Trebentsch“) - Zakojca, (dt.: „Sakoitz“) - Zakriž (dt.: „Sackersheim“) |

## Nachbargemeinden
| Tolmin | Tolmin, Železniki                           | Železniki           |
| Tolmin | Kompassrose, die auf Nachbargemeinden zeigt | Gorenja vas-Poljane |
| Tolmin | Idrija                                      | Žiri                |

## Geschichte

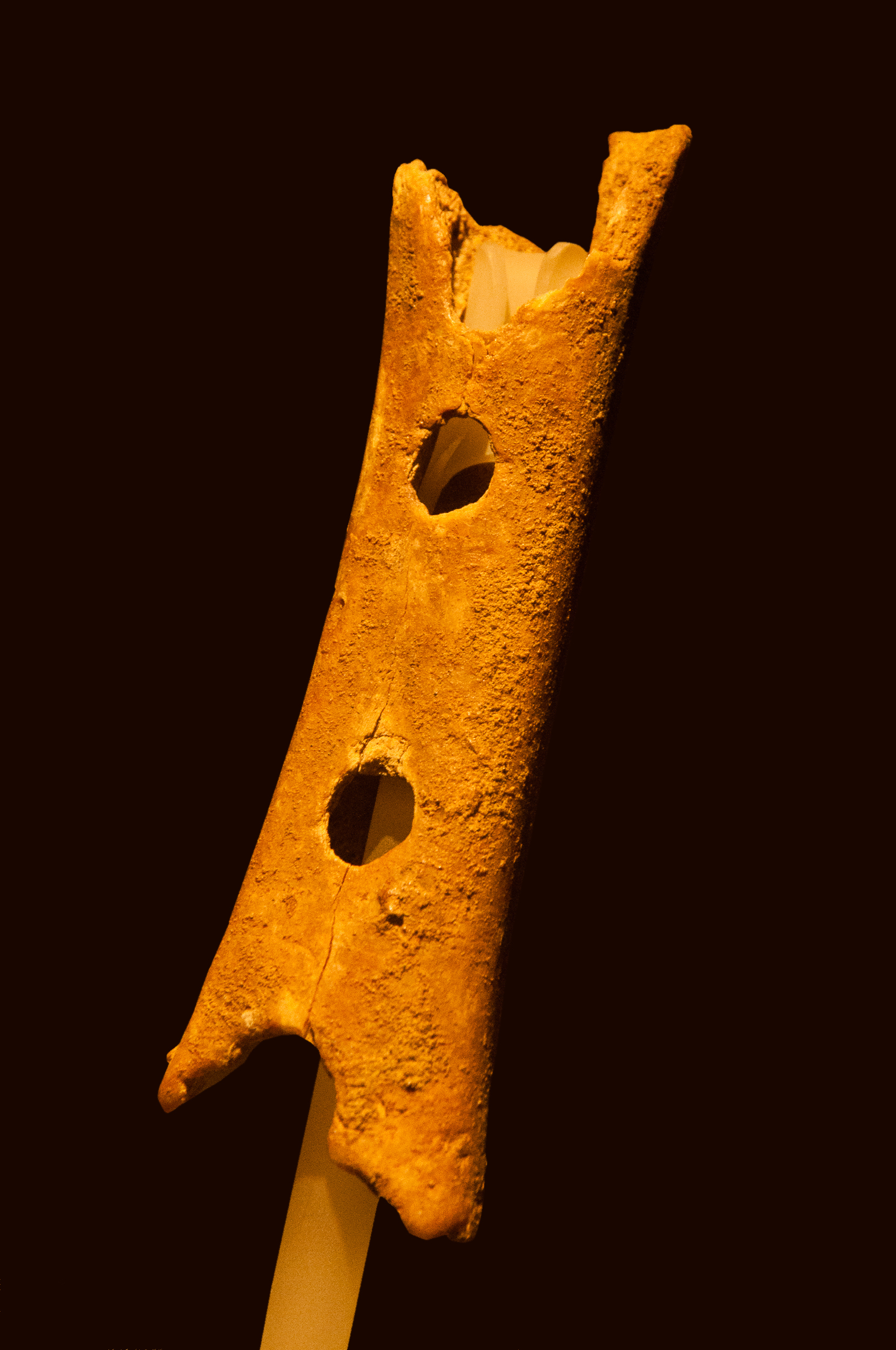
Die Flöte aus der Höhle Divje babe

Historisch gesehen gehörte das Hügelland von Kirchheim  Cerkno zum Kreis Tolmin. Im 16. Jahrhundert geriet das Gebiet unter habsburgische Herrschaft und wurde in die Grafschaft Görz und Gradisca eingegliedert.
Nach dem Ende des Ersten Weltkriegs wurde das Gebiet von der italienischen Armee besetzt und nach dem Vertrag von Saint-Germain 1920 offiziell an Italien angegliedert. Zwischen 1920 und 1943 war es Teil der als Julisch Venetien bekannten Verwaltungsregion. Nach dem italienischen Waffenstillstand im September 1943 wurde Cerkno von den jugoslawischen Partisanen befreit und wurde zu einem der wichtigsten Zentren des Partisanenwiderstands im slowenischen Küstenland.
Steinzeit
Auf der archäologischen Fundstätte Divje babe hat man eine 55.000 Jahre alte Flöte der Neandertaler entdeckt. Das in einer Karsthöhle gefundene Musikinstrument ist das älteste seiner Art in Europa.

Zweiter Weltkrieg
- Partisanenlazarett Franja, nordöstlich des Ortes Cerkno, diente den Partisanen im Zweiten Weltkrieg als Krankenhaus und wurde von den Deutschen nie entdeckt
- Zwei Massengräber aus dem Zweiten Weltkrieg liegen auf dem Gemeindegebiet.

## Persönlichkeiten
- France Bevk (1890–1970), Schriftsteller
- Franz von Močnik (1814–1892), Mathematiker, Hochschullehrer, Schulbuchautor und Schulinspektor